# Nizozemská monarchie
Nizozemská monarchie je konstituční monarchií. Úloha a postavení panovníka jsou tedy definovány a omezeny nizozemskou ústavou. Proto je její velká část věnována panovníkovi; zhruba třetina dokumentu popisuje nástupnictví, mechanismy nastoupení a abdikace na trůn, role a odpovědnosti panovníka, formality týkající se komunikace mezi parlamentem a panovníkem a roli panovníka při tvorbě zákonů.
Nizozemské království bylo od 16. března 1815 nezávislou monarchií, ale jeho kdysi suverénní provincie byly přerušovaně pod vládou členů Oranžsko-nasavské a Nasavské dynastie. Toto období trvalo od roku 1559, kdy Filip II. Španělský učinil Viléma Mlčenlivého místodržitelem, až do roku 1747. Vilém se stal vůdcem Nizozemské revoluce a nezávislých Spojených provincií nizozemských. Jako místodržitel byl následován několika jeho potomky. V roce 1747 se funkce místodržitele stala dědičnou ve všech provinciích takto "korunované" republiky. Posledním místodržitelem byl Vilém V.
Cyklus monarchů je popsán v první části kapitoly 2 nizozemské ústavy, která je věnována kabinetu. Vilém-Alexandr je nizozemským králem od 30. dubna 2013.

## Nástupnictví
Nizozemská koruna přechází dědickým právem na potomky Viléma I. Dědic je určen dvěma mechanismy: absolutní rovnou primogeniturou a pokrevní příbuzností. Nizozemsko zavedlo absolutní primogenituru místo patrilineární primogenitury v roce 1983. Pokrevní příbuznost limituje nástupnictví na trůn na osoby, které jsou ve vztahu ke stávajícímu panovníkovi do příbuznosti třetího stupně. Například vnoučata princezny Margriet Nizozemské (sestra princezny Beatrix) nemají dědická práva, protože jejich příbuzenství s Beatrix, když byla královnou, bylo čtvrtého stupně (tj. princezna Beatrix je dcerou rodičů rodičů jejich rodičů). Dědictví se také omezuje na legitimní dědice, což vylučuje nárok na trůn dětí narozených mimo manželství. Zvláštní případ nastane, pokud král zemře, zatímco jeho žena je těhotná: nenarozené dítě je v tomto bodě, pokud se nenarodí mrtvé, považováno za dědice. Pokud se mrtvé narodí, považuje se za nikdy neexistující. Pokud tedy starý král zemře, zatímco jeho žena je těhotná se svým prvním dítětem, nenarozené dítě je okamžitě považováno za narozené a okamžitě se stává novým králem nebo královnou. Pokud těhotenství skončí porodem mrtvého dítěte, jeho vláda je zrušena (jinak by existence mrtvě narozeného krále / královny přidala na trůn určitý stupeň příbuzenského odloučení od ostatních členů rodiny a mohla by náhle vyloučit další osobu v pořadí na trůn).
Pokud je panovník nezletilý, je jmenován vladař a slouží jako regent, dokud panovník nezestárne. Vladařem je obvykle pozůstalý rodič panovníka, ale ústava stanovuje, že regent a zákonný zástupce mladého panovníka bude určen zákonem; kdokoli může být jmenován regentem, zákonným zástupcem nebo oběma.
V ústavě existuje také řada zvláštních případů. Zaprvé, pokud po smrti panovníka není dědic, může parlament na návrh vlády jmenovat nástupce. Tento návrh může být učiněn ještě před smrtí vládnoucího panovníka, a to i samotným panovníkem (v případě, že je zřejmé, že panovník zemře, aniž by zanechal dědice). Zadruhé, někteří lidé jsou z řady následnictví vyloučeni. To je:
- Každý dědic, který se ožení bez souhlasu parlamentu, ztrácí dědické právo.
- Osoba, která je nebo se stala skutečně nežádoucí nebo nevhodnou pro funkci panovníka může být parlamentem odstraněna z linie následnictví na návrh vládnoucího monarchy. Tato klauzule nebyla nikdy provedena a je považována za „nouzový východ“. Příkladem může být následník trůnu, který se dopustí velezrady nebo utrpí vážnou nehodu.

### Nástup na trůn
Stejně jako u většiny monarchií nemůže být Nizozemsko bez panovníka - ústava Nizozemska neuznává situaci, kdy žádný panovník není. Je tomu tak proto, že aby mohla vláda fungovat, musí existovat hlava státu, tj. musí existovat někdo, kdo plní úkoly ústavní role krále / královny. Z tohoto důvodu nový panovník převezme roli v okamžiku, kdy předchozí panovník skončí vládu. Jedinou výjimkou je případ, kdy neexistuje žádný dědic, a v takovém případě parlament převezme roli panovníka až do jmenování panovníka nebo regenta.
Očekává se, že panovník bude vykonávat své povinnosti pro dobro národa. Monarcha proto musí přísahat, že bude dodržovat ústavu a věrně vykonávat úřad. Panovník musí složit přísahu co nejdříve po nástupu na trůn během společného zasedání parlamentu konaného v Amsterdamu. Článek 32 nizozemské ústavy popisuje přísahu v „hlavním městě Amsterdamu“, což je mimochodem jediná fráze v ústavě, která jmenuje Amsterdam jako hlavní město království. Obřad se nazývá inaugurace.
Nizozemský panovník není korunován; přísaha panovníka představuje přijetí trůnu. Všimněte si také, že tento obřad se nerovná nástupu na trůn, protože by to znamenalo uvolnění trůnu mezi panovníky, které není povoleno. Panovník nastupuje na trůn okamžitě poté, co předchozí panovník přestane vládnout. Přísaha představuje pouze přijetí trůnu na veřejnosti.

### Konec vlády
Vláda panovníka může skončit dvěma způsoby:

#### Smrt
(Vilém II., Vilém III.)

#### Abdikace
Panovník z vlastní vůle odstoupí. (Vilém I., Vilemína, Juliána, Beatrix)
Oba případy spustí mechanismus nástupu na trůn. I když ústava výslovně nezmiňuje ani jednu z možností, popisuje to, co se stane poté, co panovník zemře nebo se vzdá své funkce. Abdikace je výsadou monarchy, ale je také nevratná - osoba, která se vzdá trůnu se už nemůže na trůn vrátit, ani dítě narozené bývalému monarchovi poté, co došlo k abdikaci, nemá nárok na trůn.
Monarcha, který abdikoval je legálně princ nebo princezna Nizozemský/á stejně jako princ nebo princezna Oranžsko-Nasavský/á. Po své smrti se abdikovaný monarcha tradičně znovu označuje jako král nebo královna. Například královna Juliána se stala královnou dne 4. září 1948 a poté, dne 30. dubna 1980 po její abdikaci, znovu princeznou, ale od své smrti dne 20. března 2004 byla označována znovu jako královna Juliána.

### Dočasná ztráta královské autority
Existují dva způsoby, jak lze panovníka zbavit jeho královské autority, aniž by přestal být panovníkem:

#### Dobrovolné postoupení královské moci
Panovník dočasně zastaví výkon úřadu.

#### Odstranění královské moci
Vláda zbaví panovníka jeho královské autority, protože je považován za nezpůsobilého pro plnění jeho úkolů.
Tyto případy jsou oba dočasné (i když panovník zemře, když nevykonává svůj úřad, stále se to považuje za dočasné) a jsou podrobně popsány v ústavě. Panovník může z jakéhokoli důvodu dočasně přestat vládnout. Může to být na jeho vlastní žádost nebo proto, že parlament považuje panovníka za nezpůsobilého. Ačkoli může mít panovník nebo parlament jakýkoli důvod, aby panovníka zbavila moci, má se za to, že jak panovník, tak parlament jednají odpovědně a nenechávají funkci zbytečně prázdnou. Oba případy jsou určeny k řešení mimořádných situací, jako je fyzická nebo duševní neschopnost monarchy vykonávat úřad.
Protože ani postoupení, ani odstranění není trvalé, nespouští ani následnictví. Místo toho parlament jmenuje regenta. To musí být dědic trůnu, je-li dostatečně starý. Aby se monarcha mohl vrátit do své funkce, musí být v tomto smyslu přijat zákon (který je podepsán regentem). Panovník znovu nastoupí na trůn v okamžiku, kdy bude zveřejněn zákon o jeho návratu.

## Panovník a vláda
Ačkoli monarcha má role a povinnosti ve všech částech vlády a na několika důležitých místech ve zbytku společnosti, primární role monarchy je v rámci výkonné moci nizozemské vlády: monarcha je součástí vlády Nizozemska .

Role panovníka ve vládě Nizozemska je popsána v článku 42 ústavy:
Článek 42: Vláda se skládá z krále a ministrů. Král je právně nedotknutelný; zodpovědní jsou ministři.
Tento článek je základem plné moci a vlivu panovníka a činí ho před zákonem nedotknutelným, ale omezuje také jeho praktickou moc, protože za ni nemůže nést žádnou odpovědnost.
První odstavec článku 42 stanovuje, že nizozemskou vládu tvoří panovník a jeho ministři. Panovník podle tohoto článku není hlavou vlády; ministři se panovníkovi ve vládě nezodpovídají. Neexistuje žádný rozdíl, žádná dichotomie, žádná segregace nebo odloučení: panovník a jeho ministři jsou vláda a vláda je jedna.
Tato skutečnost má praktické důsledky v tom, že není možné, aby se panovník a ministři neshodli. Vláda hovoří jedním hlasem a rozhoduje jako jednotný orgán. Když panovník jedná ve výkonné funkci, činí tak jako zástupce sjednocené vlády. A když vláda rozhodne, panovník souhlasí (i když panovník osobně nesouhlasí). V konečném důsledku toho není možné, aby panovník odmítl podepsat návrh zákona, který byl odsouhlasen a podepsán odpovědným ministrem. Taková neshoda mezi panovníkem a jeho ministrem je situací, na kterou se nevztahuje ústava, a je automaticky ústavní krizí.
Druhý odstavec článku je však ve skutečnosti tím, co bere panovníkovi moc. Tento odstavec uvádí, že panovník je nedotknutelný. Je mimo dosah jakéhokoli trestního stíhání. Pokud se něco pokazí, ministr odpovědný za dané téma je odpovědný za selhání panovníka. Zní to, jako by to z monarchy udělalo absolutního tyrana, ale ve skutečnosti je to naopak: protože ministři jsou zodpovědní, mají také pravomoc rozhodovat. Ministři určují směr vlády a země, ministři přijímají výkonná rozhodnutí a řídí státní záležitosti. A protože je vláda jednotná, panovník se řídí rozhodnutím ministrů. Praktickým důsledkem tohoto omezení moci panovníka je, že panovník nikdy nepřijme rozhodnutí sám. Každé rozhodnutí, každou vyhlášku musí podepsat odpovědný ministr (ministři).

## Panovník a právo země
Technicky má monarcha spoustu praktické síly. Například žádný návrh zákona se ve skutečnosti nestane zákonem, dokud nebude podepsán panovníkem - neexistuje žádný reálný požadavek, aby panovník zákon podepsal. V praxi bude panovník ale vždy souhlasit, protože většinu návrhů zákona podává vláda „jménem krále“. A zatímco návrhy zákonů musí být schváleny parlamentem, mnoho praktického chodu země je řízeno královským výnosem (v nizozemštině: Koninklijk Besluit). Královské dekrety vytvářejí ministerstva, rozpouští sněmovnu, a jmenují a vyhazují ministry.
Jelikož jsou však odpovědní ministři, královské výnosy ve skutečnosti vydává odpovědný ministr. Panovník musí podepsat zákony a královské dekrety před tím, než vstoupí v platnost, ale ústava stanovuje, že odpovědní ministři a státní tajemníci musí dokument spolupodepsat. To vzhledem k tomu, že ministři mají autoritu, ve skutečnosti znamená, že rozhodují a je to panovník, který spolupodepisuje (ministr žádá panovníka o svolení, tj. královskou autoritu, a jako zastánce ústavy panovník podepisuje jako první; ministr je politicky odpovědný za zákon a spolupodepisuje. Koruna: monarcha a ministr společně). I to je formalita. I když panovník může technicky navrhovat zákony („jménem krále“), ministerská odpovědnost znamená, že to nikdy nedělá. A i když vláda může odmítnout podepsat zákonem schválený návrh parlamentu, je to prakticky neslýchané a panovník, který sám odmítne zákon podepsat, je ještě vzácnější (a způsobilo by to ústavní krizi).
Existuje jeden zvláštní případ, kdy má panovník, pokud je to možné, ještě menší moc než obvykle: jmenování jeho ministrů. Ministři jsou jmenováni královským výnosem, který musí být podepsán odpovědným ministrem. Královský dekret o jmenování ministra je však podepisován dvěma odpovědnými ministry, nikoli jedním: odcházejícím ministrem odpovědným za ministerstvo a předsedou vlády.

## Sestavení vlády
Ačkoli jsou pravomoci nizozemského monarchy omezené, nemá pouze ceremoniální roli. Přes všechna zdání má monarcha určitou skutečnou moc, která souvisí s vytvořením nové vlády po parlamentních volbách. Tato moc je tradiční a není popsána v ústavě.
Po parlamentních volbách následuje období, ve kterém se vedoucí politických stran v parlamentu snaží vytvořit koalici stran, která bude moci ovládat většinu nově zvoleného parlamentu. Současný celostátní poměrný volební systém s kandidátními listinami v kombinaci s nízkou hranicí pro získání křesla (dvě třetiny jednoho procenta hlasů) znemožňuje, aby jedna strana získala naprostou většinu. Proto je vyjednávání potřebné k sestavení vládní koalice stejně důležité jako samotné volby.
Tento proces vyjednávání, který může trvat kdekoli od dvou do čtyř měsíců (příležitostně i více), je v počátečních fázích koordinován jedním nebo více informátory, jejichž povinností je vyšetřovat životaschopné koalice a podávat o nich zprávy. Poté, co se najde pravděpodobná kombinace, je jmenován formátor, který povede formální koaliční jednání a vytvoří novou Radu ministrů (jejímž předsedou se obvykle stává sám formátor). Pokud jednání selžou, cyklus začíná znovu. Dotyční informátoři a formátoři jsou k tomuto úkolu jmenováni panovníkem. Panovník v tomto činí své vlastní rozhodnutí na základě doporučení vůdců různých stran v parlamentu a dalších důležitých osobností (mezi nimi jsou i mluvčí nového parlamentu a senátu).
V době těchto jednání se v Nizozemsku obvykle vede diskuse o tom, zda by autorita panovníka v této věci neměla být omezena. Tyto diskuse se obvykle spouštějí (v různé míře) na argumentu, že rozhodnutí monarchy je nedemokratické a nad rozhodnutím neexistuje žádný parlamentní dohled a monarcha by toho mohl využít k prosazení vlády podle svých představ.
Na druhou stranu je poněkud diskutabilní, že panovník zde má opravdu mnoho příležitostí uplatnit jakýkoli vliv. Informátor je tam proto, aby vyšetřoval možné koalice a podával o nich zprávy. Technicky by mohl hledat „příznivé“ koalice, ale zúčastněné politické strany mají obvykle zcela jasno v tom, co chtějí a nechtějí, a první volbou pro stranu je téměř vždy koalice s největší stranou v novém parlamentu. Jakmile je identifikována potenciální koalice, panovník má technicky volnou ruku při výběru formátora. Formátor se však téměř vždy stane příštím předsedou vlády a v každém případě existuje silná úmluva, že aby vláda zůstala ve funkci, musí převzít podporu většiny Sněmovny reprezentantů. Tyto úvahy znamenají, že vybraný formátor je vždy vůdcem největší strany v potenciální koalici.
V březnu 2012 však parlament změnil svůj vlastní postup tak, aby jakékoli následné sestavení vlády proběhlo bez vlivu panovníka. Nejpozději o měsíc později došlo ke zhroucení vládní koalice, což vyvolalo předčasné volby v září 2012. Jelikož nebyly stanoveny žádné formální postupy, jak by mělo probíhat sestavení vlády bez monarchy, existovaly obavy, že následná zformovaná koalice bude chaotická. Do 54 dnů však byla vytvořena nová vládní koalice - na nizozemské standardy překvapivě brzy. Namísto monarchy jmenoval předseda Sněmovny reprezentantů informátora - jehož funkce byla přejmenována na „skaut“. Po jednáních se konalo, na veřejnosti poprvé v historii, slavnostní uvedení ministrů do funkce. Je to jediná povinnost, která panovníkovi, ohledně sestavení vlády, ještě zbývá.

## Náboženská příslušnost
V Nizozemsku neexistuje žádný zákon, který by stanovoval, jaké náboženství by měl vyznávat panovník, ačkoli ústava do roku 1983 stanovovala, že manželství s katolíkem znamená ztrátu práv na trůn (ústavní oprava z roku 1983 to změnila na požadavek, že potenciální dědici musí získat souhlas parlamentu před uzavřením manželství za účelem zachování dědického práva).

## Panovníkové Nizozemska
Hlavní článek: Seznam panovníků Nizozemska

### Vilemína (1890–1948)
Hlavní článek: Vilemína Nizozemská
Když Viléma nastoupila na nizozemský trůn v roce 1890 ve věku 10 let, na lucemburský trůn se dostal její velmi vzdálený příbuzný z otcovy strany (ale mimochodem také její prastrýc z matčiny strany), Adolf, bývalý vévoda z Nassau. Tak skončila personální unie mezi Nizozemskem a Lucemburskem.
58letému panování královny Viléminy dominovaly dvě světové války. Provdala se za německého prince, vévodu Jindřicha Meklenbursko-Zvěřínského, který se nikdy nespokojil se svojí rolí manžela královny. Silná osobnost Vilemíny a neutuchající vášeň pro splnění jejího celoživotního úkolu přemohly mnoho mužů v pozici autority, včetně ministrů, předsedů vlád a jejího vlastního manžela. Je nejvíce připomínána pro její roli během druhé světové války. Počáteční zklamání mnoha Nizozemců kvůli jejímu rychlému odchodu do Londýna se vytratilo (i když na to nikdy nebylo zapomenuto a některými nikdy nebylo odpuštěno), když se ukázalo, že je velkou morální podporou a znakem odporu. Jindřich a Vilemína měli jednu dceru Juliánu, která nastoupila na trůn v roce 1948. Bydleli v Haagu a v paláci Het Loo (Paleis Het Loo) v Apeldoornu. Zemřela v roce 1962. Dopisy královny Viktorie nám dávají dobrý pohled na období její rané vlády a její charakter.

### Juliána (1948–1980)
Hlavní článek: Juliána Nizozemská
Juliána vládla od roku 1948 do roku 1980, a zatímco Vilemína vládla jako generál, Juliána vyjadřovala mateřskou povahu. Jedním z jejích prvních oficiálních aktů bylo podepsání smlouvy o nezávislosti nizozemské kolonie Indonésie. Za její vlády se monarchie zapletla do dvou velkých krizí. Ona a Bernhard měli čtyři dcery, Beatrix, Irene, Margriet a Christinu. Po svém návratu z Ottawy v Ontariu v Kanadě v roce 1945 (kde se narodila Margriet) žili v paláci Soestdijk (Paleis Soestdijk) v Soestdijku, asi 20 km severovýchodně od Utrechtu. Zemřela 20. března 2004. Její manžel Bernhard zemřel 1. prosince 2004.

### Beatrix (1980–2013)
Hlavní článek: Beatrix Nizozemská
Nizozemská královská rodina je dnes mnohem větší, než kdy byla. Princezna Beatrix a princ Claus měli tři syny: krále Viléma-Alexandra (ženatý s královnou Máximou), prince Frisa (jehož vdovou je princezna Mabel) a prince Constantijna (ženatý s princeznou Laurentien). Její sestra princezna Margriet a Pieter van Vollenhoven mají čtyři syny, prince Mauritsa, Bernharda, Pieter-Christiaana a Florise. Princezna Margriet je v linii na trůn za dcerami krále Viléma-Alexandra, princeznami Catharinou-Amalií, Alexií a Ariane a jeho bratrem princem Constantijnem. Princ Friso ztratil právo na trůn, protože nepožádal parlament o schválení jeho sňatku s Mabel Wisse Smitovou. Další dvě sestry Beatrix, Irene a Christina, ztratily svá práva na trůn, protože jejich manželství parlament také neschválil. Obě si vzaly římské katolíky a Irene sama konvertovala k římskému katolicismu, který byl v té době (šedesátá léta) stále politicky problematický. Další komplikací, které se vláda chtěla vyhnout, bylo to, že Irenin manžel, princ Karel Hugo Bourbonsko-Parmský (s nímž se později rozvedla), byl členem sesazené italské dynastie, která si nárokovala práva na španělský trůn. Nizozemští panovníci byli tradičně vždy členy nizozemské reformované církve, ačkoli to nikdy nebylo ústavně vyžadováno. Tato tradice je zakotvena v historii Nizozemska.
Dne 28. ledna 2013 královna oznámila, že dne 30. dubna 2013 abdikuje ve prospěch svého nejstaršího syna.

### Vilém-Alexandr (2013-současnost)
Hlavní článek: Vilém-Alexandr Nizozemský
Současným panovníkem je král Vilém-Alexandr (nar. 1967), který je na trůnu od 30. dubna 2013. Vystudoval historii na univerzitě v Leidenu a aktivně se zapojil do vodního hospodářství. Jeho manželkou je královna Máxima (rozená Máxima Zorreguieta Cerruti), vystudovaná ekonomka, jejíž otec byl ministrem zemědělství v diktátorském režimu za vlády generála Videly v Argentině. Z tohoto důvodu byl jejich vztah doprovázen prudkou veřejnou debatou a oficiálně schválen až po tiché diplomacii, což mělo za následek, že Máximin otec souhlasil, že nebude přítomen v den jejich svatby (2. února 2002). Zdá se, že bývalý ministr Max van der Stoel a předseda vlády Wim Kok hráli v tomto procesu zásadní roli.
Dne 7. prosince 2003 se princezně Máximě narodila dcera: princezna Catharina-Amalia. 26. června 2005 se narodila další dcera: princezna Alexia. Dne 10. dubna 2007 se narodila třetí dcera, princezna Ariane. Jsou první, druhá a třetí v řadě následnictví na nizozemský trůn.
Jeho matka, princezna Beatrix, oznámila, že se vzdá trůnu dne 30. dubna 2013. V ten den se Vilém-Alexandr stal novým králem, složil přísahu a byl slavnostně inaugurován do funkce na zasedání parlamentu v Amsterdamu v Nieuwe Kerk.

### Následník trůnu
Následník nizozemského trůnu je Catharina-Amalia, princezna Oranžská.

## Celý titul
Většina členů nizozemské královské rodiny, kromě jiných titulů, drží (nebo držela) knížecí titul princ/princezna Oranžsko-Nasavský/á. Děti prince Frisa a prince Constantijna jsou místo toho hraběté a hraběnky Oranžsko-Nasavští. Kromě titulů královna nebo princezna Nizozemská a princezna Oranžsko-Nasavská mají dcery královny Juliány a prince Bernharda z Lippe-Biesterfeldu další knížecí titul - princezny z Lippe-Biesterfeldu.
Královna Juliána, jediné dítě královny Vilemíny a vévody Jindřicha Meklenbursko-Zvěřínského, byla také vévodkyní Meklenbursko-Zvěřínskou. Vzhledem k tomu, že titul může projít pouze mužskou linií, potomci královny Juliány nenesou titul vévody Meklenbursko-Zvěřínského.
Titul nizozemského prince je výsadou nejdůležitějších členů královského domu (děti panovníka a následníka trůnu), který je menší než královská rodina. Členové královského domu mohou o své členství přijít, když uzavírají manželství, aniž by požádali (a přijali) souhlas parlamentu.

Kromě toho nizozemský monarcha nese řadu vedlejších titulů, více historických než praktických, které byly předány rodem oranžsko-nasavských a představují nárůst zemí a vlivu jejich předků:
Vévoda z Limburgu, hrabě z Katzenelnbogen, Vianden, Diez, Spiegelberg, Buren, Leerdam a Culemborg, markýz z Veere a Vlissingen, baron z Bredy, Diest, Beilstein, města Grave a země Cuyk, IJsselstein, Cranendonk, Eindhoven a Liesveld, dědičný lord a Seigneur z Amelandu, lord Borculo, Bredevoort, Lichtenvoorde, 't Loo, Geertruidenberg, Klundert, Zevenbergen, Hoge a Lage Zwaluwe, Naaldwijk, Polanen, St Maartensdijk, Soest, Baarn a Ter Eem, Will Montfort, St Vith, Bütgenbach a Dasburg, vikomt z Antverp.
Pravděpodobně nejdůležitější z těchto titulů byl baron z Bredy, který tvořil jádro nasavských zemí v Nizozemsku ještě předtím, než zdědili oranžské knížectví v dnešní jižní Francii. Pravděpodobně následovalo vikomtství / purkrabství v Antverpách, které umožnilo Vilémovi Tichému ovládat velké množství politiky v tom tehdy velmi důležitém městě, následované markýzem z Veere, který umožnil Vilémovi Tichému a jeho potomkům ovládat hlasy provincie Zeeland.

## Královská rodina a královský dům
V Nizozemsku se rozlišuje mezi královskou rodinou a královským domem.
Královská rodina zahrnuje lidi narozené do rodiny (a právně uznané jako takové) nebo ty, kteří se do rodiny přiženili. Ne každý člen královské rodiny je však členem královského domu.
Podle zákona o parlamentu jsou členy královské budovy:
- panovník (král nebo královna)
- bývalý monarcha (při abdikaci)
- členové královské rodiny v linii následnictví trůnu, kteří nejsou dále, než u druhého stupně pokrevního příbuzenství k panovníkovi
- princezna Margriet Nizozemská
- manželé výše uvedených

Členové královského domu mohou ztratit své členství a titul prince nebo princezny Nizozemské, pokud se ožení bez souhlasu nizozemského parlamentu. To se stalo princi Frisovi, když se oženil s Mabel Wisse Smit. Toto je výslovně uvedeno v části ústavy Nizozemska, která řídí nizozemskou monarchii.

### Členové královského rodu
Podle oficiálních webových stránek jsou členové královského rodu v současné době:
- JV král Vilém-Alexandr, nizozemský král (panovník)
- JV královna Maxima, nizozemský král (králova manželka)
- Jkv princezna Beatrix Nizozemská (králova matka a předchůdkyně)
- Jkv princezna Catharina-Amalia, princezna oranžská (první králova dcera a dědic trůnu)
- Jkv princezna Alexia Nizozemská (králova druhá dcera)
- Jkv princezna Ariane Nizozemská (králova třetí dcera)
- Jkv princ Constantijn Nizozemský (králův bratr)
- Jkv princezna Laurentien Nizozemská (králova švagrová)
- Jkv princezna Margriet Nizozemská (králova teta)
- Prof. Pieter van Vollenhoven (králův strýc)

### Členové královské rodiny
Podle oficiálních webových stránek se královská rodina skládá z členů královského domu a dalších legitimních potomků královny Juliány:
- Potomci princezny Beatrix
  - Jkv princezna Mabel Oranžsko-Nasavská
    - Hraběnka Luana Oranžsko-Nasavská
    - Hraběnka Zaria Oranžsko-Nasavská
    - Hraběnka Eloise Oranžsko-Nasavská, Jonkvrouwe van Amsberg
    - Hrabě Claus-Casimir Oranžsko-Nasavský, Jonkheer van Amsberg
    - Hraběnka Leonore Oranžsko-Nasavská, Jonkvrouwe van Amsberg
- Potomci princezny Margriet
  - Jkv princ Maurits Oranžsko-Nasavský, van Vollenhoven
  - Jkv princezna Marilène Oranžsko-Nasavská, van Vollenhoven-van den Broek
    - Slečna Anna van Lippe-Biesterfeld van Vollenhoven
    - Pan Lucas van Lippe-Biesterfeld van Vollenhoven
    - Slečna Felicia van Lippe-Biesterfeld van Vollenhoven

  - Jkv princ Bernhard Oranžsko-Nasavský, van Vollenhoven
  - Jkv princezna Annette Oranžsko-Nasavská, van Vollenhoven-Sekrève
    - Slečna Isabella van Vollenhoven
    - Pan Samuel van Vollenhoven
    - Pan Benjamin van Vollenhoven

  - Jkv princ Pieter-Christiaan Oranžsko-Nasavský, van Vollenhoven
  - Jkv princezna Anita Oranžsko-Nasavská, van Vollenhoven-van Eijk
    - Slečna Emma van Vollenhoven
    - Slečna Pieter van Vollenhoven

  - Jkv princ Floris Oranžsko-Nasavský, van Vollenhoven
  - Jkv princezna Aimée Oranžsko-Nasavská, van Vollenhoven-Söhngen
    - Slečna Magali van Vollenhoven
    - Slečna Eliane van Vollenhoven
    - Pan Willem van Vollenhoven
- Jkv princezna Irene Nizozemská
  - Jkv princ Carlos Xavier, dědičný vévoda Parmský
  - Princezna Anne Marie, dědičná vévodkyně parmská
    - Jkv princ Hugo de Bourbon de Parme (nemanželský syn prince Karla Xaviera a Brigitte Klynstraové)
    - Jkv princezna Luisa Irene, markýza z Castell'Arquato
    - Jkv princezna Cecilia Maria, hraběnka z Berceta
    - Jkv princ Carlos, kníže z Piacenzy

  - Jkv princezna Margarita, hraběnka z Colorna
  - Pan Tjalling ten Cate
    - Slečna Julia ten Cate
    - Slečna Paola ten Cate

  - Jkv princ Jaime, hrabě z Bardi
  - Jkv princezna Viktória, hraběnka z Bardi
    - Jkv princezna Zita Bourbonsko-Parmská
    - Jkv princezna Gloria Bourbonsko-Parmská

  - Jkv princezna Carolina, markýza ze Sala
  - Pan Albert Brenninkmeijer
    - Slečna Alaïa-Maria Brenninkmeijer
    - Pan Xavier Brenninkmeijer
- Potomci zesnulé princezny Christiny
  - Pan Bernardo Guillermo
  - Paní Eva Guillermo
    - Slečna Isabel Guillermo
    - Pan Julián Guillermo

  - Pan Nicolás Guillermo
  - Slečna Juliana Guillermo